# Preparatore atletico
Il preparatore atletico è la figura professionale preposta a curare e gestire la preparazione motoria fisica generale ed individuale degli atleti praticanti sport agonistici e amatoriali. 
In generale, la sua attività consiste nel programmare e realizzare allenamenti mirati che consentano agli atleti di raggiungere la condizione fisica ideale, prevenire gli infortuni caratteristici o ritornare ai livelli espressi prima dell'infortunio.
Negli sport di squadra, il preparatore atletico affianca l'operato dell'allenatore cui spetta l'elaborazione tecnico tattica degli atleti.